# Paolo Miccichè
Paolo Miccichè (Nettuno, 1960) è un regista e visual director italiano.

## Biografia
Si è specializzato nell'uso delle nuove tecnologie nel campo operistico e musicale. Ha realizzato da pioniere le prime esecuzioni assolute di opere in grandi spazi alternativi utilizzando potenti e sofisticate macchine per proiezione che permettevano una visione anche da grandi distanze attraverso un racconto visivo che si sommava a quello più tradizionale della regia teatrale.
La sua edizione tecnologica di Aida è stata rappresentata, fra l'altro, nella Plaza de Toros di Madrid, a Earls Court a Londra, nell'Ajax Arena di Amsterdam, nello Stadio Nazionale di Lisbona e nel Minolta Stadium di Pretoria.
Ha portato in Italia questo sistema con una discussa edizione di Madama Butterfly all'Arena di Verona nel 1999 - che firmava come regista e visual director – e che divise pubblico e critica tra tradizionalisti e innovatori.
In tempi recenti una sua Aida è approdata alle Terme di Caracalla (Opera di Roma) come rielaborazione della innovativa e acclamata edizione realizzata per l'Opera Nazionale di Washington alla Constitution Hall. Le grandi pareti delle antiche Terme erano "pitturate" dalle immagini proiettate diventando sfondo decorativo, personaggio oppure ambientazione realistica.
Negli ultimi tempi si è dedicato sempre più a spettacoli di proiezione architetturale, tra cui vanno citati la Cavalleria rusticana nelle piazze della Sardegna (Teatro Lirico di Cagliari) e le due edizioni di Romagnificat ai Mercati di Traiano e in Piazza del Popolo (Comune di Roma).
Miccichè crea anche una nuova drammaturgia Il Giudizio Universale combinando assieme il Requiem verdiano – presentato in un'altra sequenza dei numeri musicali – con la rielaborazione degli affreschi della Cappella Sistina di Michelangelo.
La rivista The Scenographer Archiviato il 7 agosto 2018 in Internet Archive. ha dedicato al suo lavoro in campo operistico un numero monografico.

### Insegnamento
Insegna Drammaturgia e Recitazione per cantanti lirici al Conservatorio di Siena.
Ha tenuto lezioni e Master classes, tra gli altri, nelle seguenti Università: Maryland University, Sydney University, Università Roma "Sapienza", Università Ca’ Foscari di Venezia, Master in Multimedia presso l'Università di Firenze, Dams dell'Università di Bologna.

## Filmografia parziale

### Regista e Visual Director
- 1985 / Così fan tutte, Mozart / Santiago del Cile / scene e i costumi Beni Montresor
- 1988 / Hansel e Gretel, Humperdink/ Grand Oper Houston / scene e costumi Beni Montresor
- 1989 / Regista stabile al Teatro / S.Carlo di Napoli
- 1994 / Cenerentola, Rossini / Seul (Corea)
- 1995 / Don Giovanni, Mozart / Sassari
- 1996 / Cavalleria Rusticana e Pagliacci / Grosses Festspielhaus di Salisburgo
- 1996/2000 / Aida, Verdi / Madrid, Siviglia, Lisbona, Londra, Zurigo, Amsterdam, Copenaghen, Helsinki, Pretoria
- 1999 / Madama Butterfly, Puccini / Arena di Verona
- 2002 / Dante Symphonie di Liszt, spettacolo multimediale / Ravenna Festival / Fondazione Opera di Roma / Fondazione Arena di Verona
- 2003 / Aida di Verdi / Washington National Opera
- 2005 / Norma di Bellini / Teatro Carlo Felice, Genova
- 2005-2006 / Aida di Verdi / Fondazione Opera di Roma, Terme di Caracalla
- 2005 / I Vespri Siciliani di Verdi / apertura 50º anniversario della Washington National Opera
- 2006 / La Forza del destino di Verdi / Baltimore Opera
- 2007 / Macbeth di Verdi / Washington National Opera
- 2008 / Madama Butterfly di Puccini / Baltimore Opera
- 2009 / Cavalleria Rusticana di Mascagni / Teatro Lirico di Cagliari / Piazze della Sardegna
- 2010-2012 / Il Giudizio Universale, Verdi&Michelangelo / Palais des Festivals Cannes, Kremlin Palace Moscow
- 2014 / Ivresse de l'Opera Cannes, Nuits musicales du Suquet.
- 2014 / Le Jugement dernier / Quebec Opera Festival
- 2014 / Aida di Verdi ,Gerry Weber Halle
- 2014 / La Boheme / Stadtheater Lubeck
- 2016 / "Des Knaben Wunderhorn" (Mahler) / Hollywood Los Angeles -Sofia
- 2017 / Il Giudizio Universale, Verdi & Michelangelo / State Opera Yerevan, Armenia
- 2018 / Die Zauberflöte / Yerevan, Dubai, Kuwait

### Visual Director
- 2003 / Il Trovatore di Verdi / regia di Cristina Mazzavillani Muti al Ravenna Festival
- 2007 / La Divina Commedia, Opera di Mons. Marco Frisina / Roma, Milano e Tour
- 2008 / Invito in Villa visual show Villa Torlonia, Roma, regia teatrale e coreografie Anna Cuocolo
- 2009  / Farinelli, Estasi in Canto, regia e coreografie di Anna Cuocolo, Ara Pacis, Roma
- 2009 / Romagnificat Mercati di Traiano
- 2010 / Romagnificat Piazza del Popolo
- 2011 / Mozartissimo, Nuits du Suquet Cannes
- 2012 / Visual Show Signorelli, Orvieto
- 2013 / Corpus Domini, Duomo di Orvieto

## Altre attività
Gli ultimi anni sono stati prevalentemente dedicati ad un nuovo genere di spettacolo: l'architectural show
Con questo linguaggio visivo e sonoro crea, tra l'altro:
- Romagnificat, spettacolo outdoor per il Natale di Roma 2009 e 2010 al Mercato di Traiano e in Piazza del Popolo[4][5][6]
- Macbeth at the Castle / Sydney University[9][10]
- Farinelli, Estasi in Canto di Anna Cuocolo, spettacolo indoor / Ara Pacis a Roma[11]

Parallelamente sta sperimentando guide multimediali sensoriali alle opere d'arte italiane in collaborazione con lo storico dell'arte Stefano Zuffi.
La prima è stata nel 2012 il Visual Show sugli affreschi di Luca Signorelli ad Orvieto che ha avuto un grande successo e ha inaugurato il format – Il Teatro palcoscenico della Città – in collaborazione con il Teatro Mancinelli di Orvieto.
È autore del saggio "Manualetto verdiano, Istruzione per l'uso in una prologo in 4 atti" Archiviato il 6 agosto 2018 in Internet Archive.  pubblicato per Aracne editrice nel 2014

## Premi
- 1993 / Vetrina ETI (Ente Teatrale Italiano)
- 2010 / “Macbeth at the Castle” è tra i vincitori dell'Australian Event Award[10]
- 2012 / "Il Giudizio Universale" vince Italian eContent Award 2012 categoria eCulture and Heritage
- 2018 /  "The Last Judgment" vince il  Tsitsernak National Armenian Award